# M-Kids (stripreeks)
M-Kids was een Vlaamse vedettestrip en kende zijn begin in het jaar 2002. De serie is gebaseerd op een destijds bekende Vlaamse meidengroep M-Kids. De reeks werd getekend door striptekenaar Luc Morjaeu. Jan Ruysbergh nam de scenario's voor zijn rekening. De strips werden uitgegeven door uitgeverij Dupuis. Deze nieuwe stripreeks zou een rechtstreekse concurrent moeten worden van de eerder verschenen stripreeks De avonturen van K3 die ook over een Vlaamse meidengroep gaat. Doch de stripreeks over K3 kende blijkbaar meer succes.
Na slechts zes albums stopten de auteurs met de reeks.

## Albums
| Nummer | Titel               | Jaartal (eerste druk) |
| ------ | ------------------- | --------------------- |
| 1      | Crazy en Cool       | 2002                  |
| 2      | Het griezelspook    | 2002                  |
| 3      | M-Kids in de U.S.A. | 2003                  |
| 4      | De Tsjakke-Boems    | 2003                  |
| 5      | Go! Go! Go!         | 2004                  |
| 6      | Magic               | 2004                  |